# 深夜急行バス (奈良交通)
交通 > バス > 路線バス > 近畿地方 > 奈良交通 > 深夜急行バス > 深夜急行バス はんな号
深夜急行バス はんな号 （しんやきゅうこうバス はんなごう）は、奈良交通が運行していた深夜急行バスである。
愛称の由来は、大阪と奈良を結ぶため、阪と奈をとったものである。

## 概要
- 奈良交通奈良営業所が運行を担当している。
- 平日のみ運行で、土休日・ゴールデンウィーク・お盆休み・年末年始は運休する。
- 予約不要の座席定員制で、運賃支払いには「CI-CA」「PiTaPa」「ICOCA」が利用できる。

## 路線
主な経由地のみ掲載。

### 梅田奈良線
- 梅田（大阪駅前）（0:20発） → なんば（0:50発） → 第二阪奈生駒 → 東生駒四丁目 → 東生駒駅 → 富雄駅 → 学園大和町南 → 学園前駅（北） → 三条大路五丁目 → 新大宮駅 → 近鉄奈良駅 → 大安寺 → 白土町（2:18着）

### 梅田高の原線
- 梅田（大阪駅前）（0:10発） → なんば（0:40発） → 壱分ランプ（1:08着） → 生駒駅南口 → 俵口 → 新生駒台北口 → 白庭台駅 → 学研北生駒駅 → 登美ヶ丘三丁目 → 学研奈良登美ヶ丘駅 → 東登美ヶ丘一丁目 → 兜台三丁目 → 高の原駅 → 州見台八丁目北 → 梅谷口（2:14着）

### 梅田桜井線
- 梅田（大阪駅前）（0:00発） → なんば（0:30発） → 高山台 → 二上駅 → 五位堂駅 → 真美ヶ丘七丁目 → 馬見南三丁目 → 近鉄高田駅 → 片塩町 →　イオンモール橿原北　→　五井 → 八木駅（南） → 常盤町 → 桜井駅北口（2:00着）

※ 梅田、なんばは乗車専用、奈良側は降車専用となっている。奈良側では経路上にある全ての停留所で降車可能である。

## 沿革
- 1990年12月1日
  - 運行開始。当初のルートは、なんば → 大安寺であった。
- 2002年11月21日
  - 停留所増設。
- 2008年12月16日
  - 始発停留所が、なんばから梅田に変更され（梅田 - なんば間延長）、CI-CA・PiTaPa・ICOCAでの運賃精算も可能になった[1]。
- 2015年6月1日
  - 新路線として五位堂・八木・桜井ルートと生駒・登美ケ丘・高の原ルートが開設され3路線体制となった。それに伴い既存路線は東生駒・学園前・奈良ルートとしてリニューアルした。[2]同時に、運賃の値下げが行われ運賃体系も大幅に変更された。
- 2020年3月31日
  - 働き方改革推進による利用客の減少に伴い全路線の運行を終了。